# サジオモダカ属
サジオモダカ属（サジオモダカぞく、Alisma）は、オモダカ科の属。約10種類の湿性植物で構成されている。葉の形がさじ（スプーン）に似ていることから、サジオモダカという和名がある。オモダカ科の模式属で、世界中に広く分布する属である。

## 概要

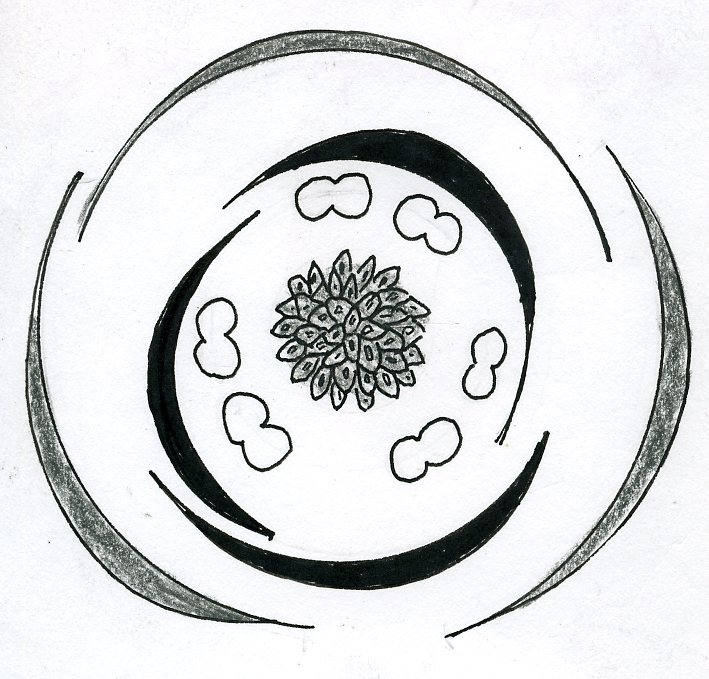
サジオモダカ属の花式図

水田の畦やため池などに生息する。他のオモダカ科同様、三枚の花弁をもつ白い花をつける。
日本には3種2変種が確認されている。また、園芸種が観賞用に栽培されることもある。

## 種

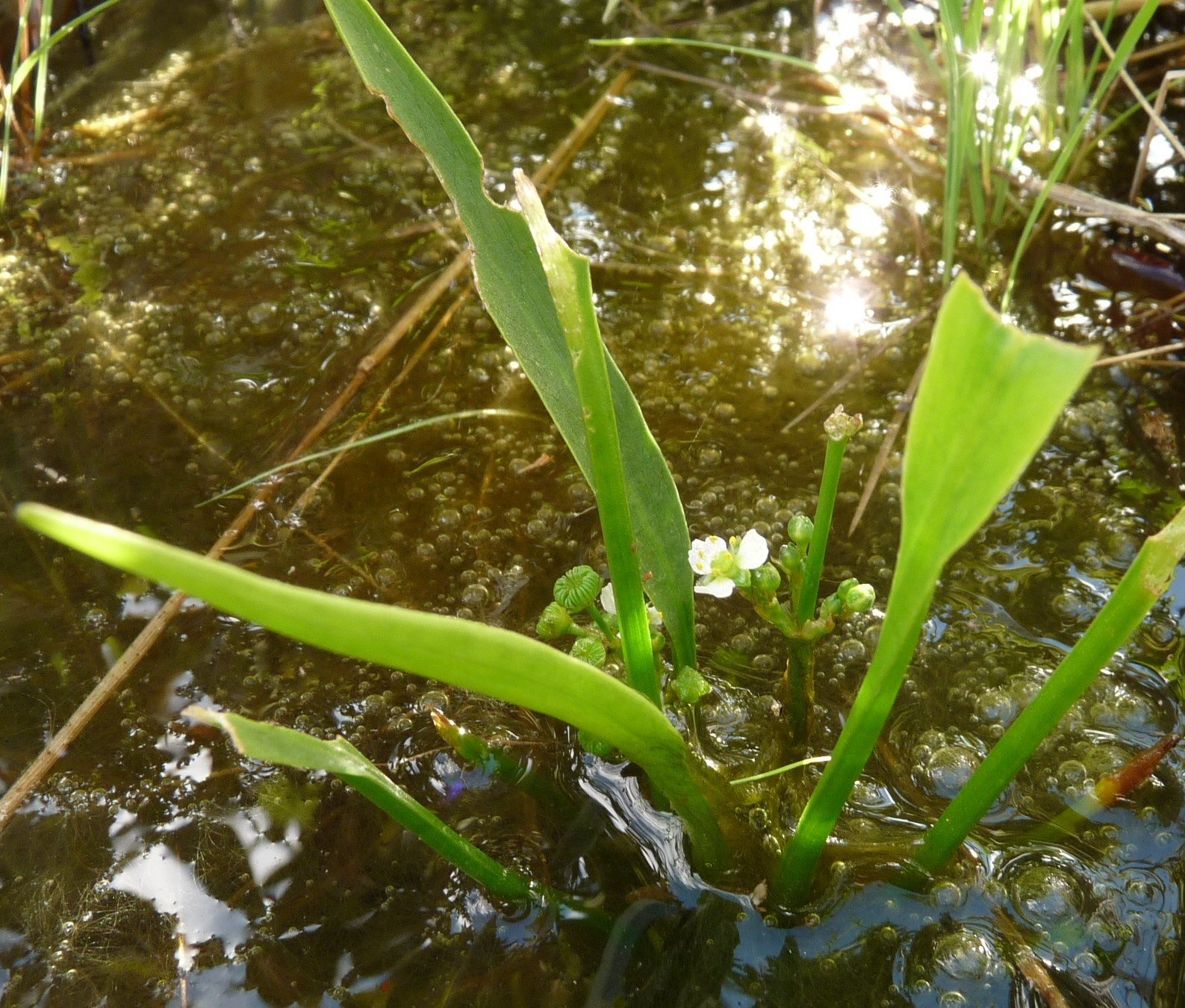
アズミノヘラオモダカ

- ヘラオモダカ A. canaliculatum
  - アズミノヘラオモダカ A. canaliculatum var. azuminoense - 長野県安曇野の固有変種。
  - ホソバヘラオモダカ（シジミヘラオモダカ） A. canaliculatum var. harimense - 兵庫県播磨地方に見られる変種。
- ウォーター・プランテーン A. plantago-aquatica
  - サジオモダカ A. plantago-aquatica var. orientale - 日本に生息。
- トウゴクヘラオモダカ A. rariflorum
- ナロー・リーブド・ウォーター・プランテーン A. lanceolatum - 園芸種として流通。
- A. gramineum
- A. triviale
- A. wahlenbergii